# Державинский сельсовет
Державинский сельсовет — муниципальное образование в Бузулукском районе Оренбургской области.
Административный центр — село Державино.

## Административное устройство
Образовано в соответствии с законом Оренбургской области от 15 сентября 2008 года № 2367/495-IV-ОЗ «Об утверждении перечня муниципальных образований Оренбургской области и населенных пунктов, входящих в их состав», включившим в его состав следующие населённые пункты:
| № | Населённый пункт | Тип населённого пункта       | Население |
| - | ---------------- | ---------------------------- | --------- |
| 1 | Гавриловка       | деревня                      | ↘22       |
| 2 | Державино        | село, административный центр | ↘810      |
| 3 | Екатериновка     | село                         | ↘159      |
| 4 | Карачево         | деревня                      | ↘6        |
| 5 | Сидоркино        | деревня                      | ↘27       |

## Население
| 2010 | 2012 | 2013 | 2014 | 2015 | 2016 | 2017 |
| ---- | ---- | ---- | ---- | ---- | ---- | ---- |
| 1024 | ↘990 | ↘953 | ↘936 | ↘919 | ↘903 | ↗908 |
| 2018 | 2019 | 2020 | 2021 |      |      |      |
| →908 | ↘885 | ↘879 | ↘852 |      |      |      |

## Достопримечательности
Лесокультурный памятник природы «Культурные насаждения кедра сибирского».